# La Société Mauritanienne des Postes
La Société Mauritanienne des Postes (в переводе с фр. — «Мавританская почтовая компания»), или Mauripost, — компания, основанная в 1999 году и отвечающая за почтовую связь в Мавритании, официальный почтовый оператор страны. Почтовая служба Мавритании представлена на правах регулярного члена во Всемирном почтовом союзе (с 1967).

## История
La Société Mauritanienne des Postes была учреждена 29 декабря 1999 года указом № 99-157/MP/MIPT в результате разделения Бюро почт и телекоммуникаций (фр. Office des Postes et Télécommunications — OPT) на две компании.

## Оказываемые услуги
«Мавританская почтовая компания» оказывает универсальные почтовые услуги, осуществляет перевод денежных средств, почтовые переводы, оформление почтовых чеков, сберегательные операции, инвестиционную деятельность.
Деятельность Mauripost регулируется законом Мавритании 2004 года № 2004—015 «О почте». В соответствии с законом Мавритании 2001 года № 2001-18 органом, регулирующим деятельность в области почтовой связи в Мавритании (наряду с электросвязью, электро- и водоснабжением), является Управление по регулированию фр. Autorité de Régulation.

## Организационная структура

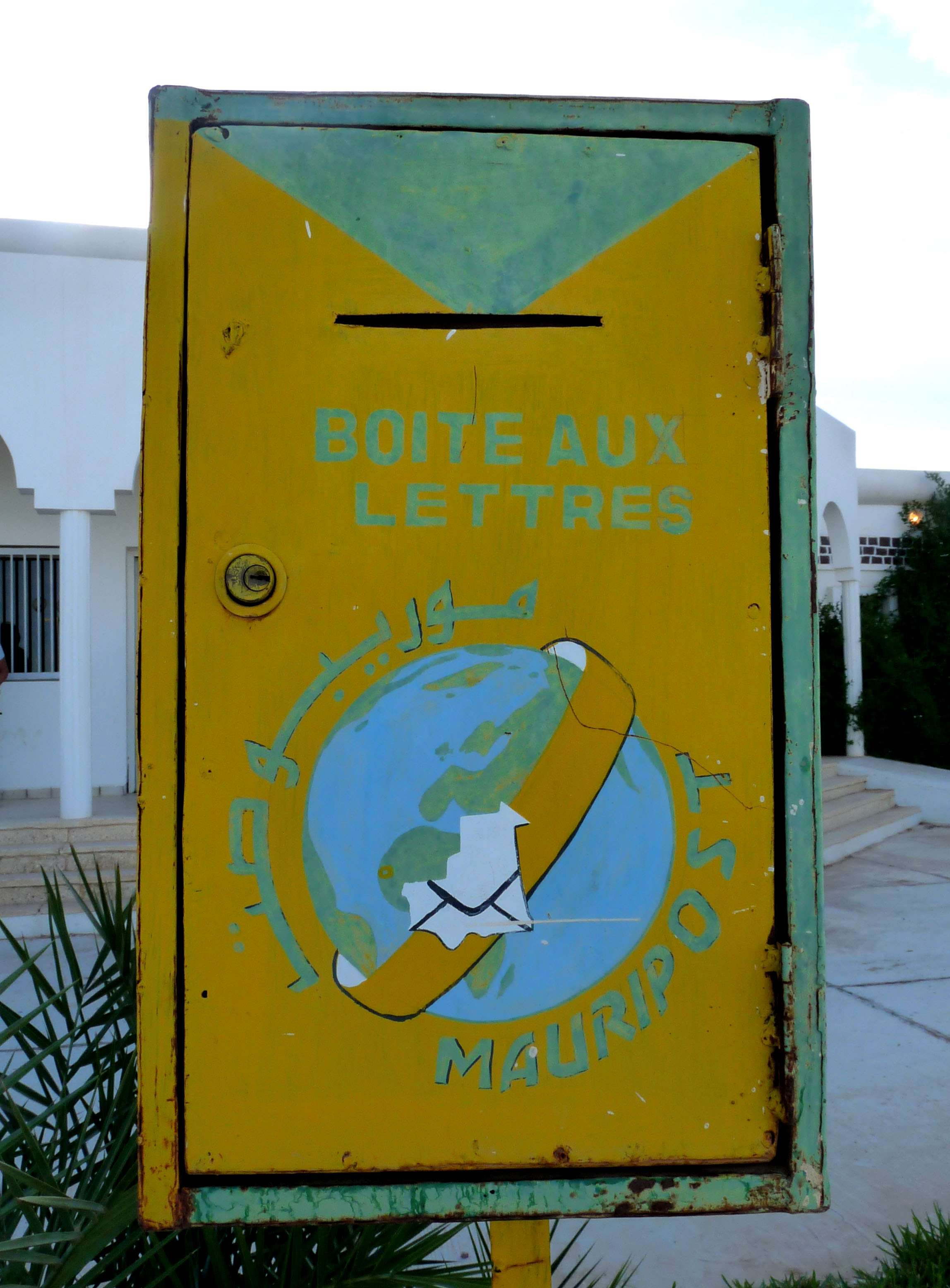
Почтовый ящик Mauripost

Организационно в состав Mauripost входят четыре операционных департамента и три исследовательских департамента.
Операционные департаменты
- Департамент финансовых почтовых услуг (отвечает за операции с почтовыми чеками, сберегательные операции).
- Почтамт Нуакшота (пересылка почты, требования по международным почтовым отправлениям, почта, связанная с международной финансовой отчётностью).
- Департамент почтовой сети (почтовые отправления, внутренние и международные почтовые переводы, обрабатываемые региональными почтовыми отделениями).
- Департамент спешных писем (спешная почта, доставка почтовых отправлений).

Исследовательские
- Департамент исследований и развития (отвечает за взаимодействие, отношения с международными организациями и филателию).
- Департамент аудита и контроля (осуществляет контрольные и ревизионные функции, отвечает за участие в судебных разбирательствах).
- Финансово-административный департамент (финансовый и бухгалтерский учёт, кадры, обучение, управление информационными системами).

## Руководство
По состоянию на 2010 год, генеральным директором компании является Мустафа ульд Абдалла (Moustapha Ould Abdallah).

## Штаб-квартира
Руководство компании располагается в столице Мавритании Нуакшоте, в Центральном почтовом офисе (главпочтамте), по адресу:

BP 10 000, Nouakchott, Mauritania.